# Локоволей
«Локоволей» — ежегодный международный турнир детско-юношеских волейбольных команд, организуемый ОАО «Российские железные дороги», волейбольными клубами «Локомотив» (Новосибирск) и «Локомотив» (Калининградская область).

## История
«Локоволей» был создан по аналогии с футбольным «Локоболом» и баскетбольным турниром «Локобаскет — Школьная лига». Инициатором проекта был начальник Западно-Сибирской железной дороги Александр Целько, его идею поддержали руководство Российских железных дорог и волейбольный клуб «Локомотив» (Новосибирск).
Первый «Локоволей» прошёл в 2010 году на Омском, Новосибирском, Кузбасском и Алтайском отделениях Западно-Сибирской железной дороги с участием 32 команд, составленных из игроков не старше 1996 года рождения. В октябре в Омске, Кемерове, Барнауле и Новосибирске состоялись региональные этапы, а 20—21 ноября в новосибирском спортивном комплексе «Север» их победители — команды из Новоалтайска, Омска, Междуреченска и Новосибирска, а также коллектив из Томска и самая юная команда турнира «Локомотив-98» сражались за главный приз. В церемонии награждения участвовал трёхкратный олимпийский чемпион по греко-римской борьбе Александр Карелин.
В 2011 году турнир расширил свою географию и получил статус международного. Региональные этапы «Локоволея» охватили Сибирский и Дальневосточный федеральный округа, а на финальные состязания были приглашены юные волейболисты из Казахстана и Китая. В 2012 году к соревнованиям подключились Уральский федеральный округ и Монголия, в 2013-м — Приволжский федеральный округ и Украина, общее количество участвующих команд выросло до 135.
Финальные этапы первых четырёх турниров проходили в Новосибирске, а трофей выигрывала местная команда СДЮСШОР-«Локомотив», представляющая одну из ведущих спортивных школ страны — Центр игровых видов спорта Новосибирска. В 2013—2015 годах победители «Локоволея» становились чемпионами России среди юношей в своих возрастных категориях, ряд игроков вошли в состав команды Молодёжной лиги и юниорской сборной России.
Матчи решающей стадии пятого турнира «Локоволей» состоялись в Москве с 16 по 18 января 2015 года в универсальном спортивном зале «Дружба» с участием коллективов из Новосибирска, Красноярска, Екатеринбурга, Хабаровска, а также сборных Казахстана, Белоруссии, Сербии и Болгарии, причём обе балканские страны делегировали на «Локоволей» свои юношеские сборные, за несколько дней до начала московского турнира игравшие в квалификации чемпионата Европы U-19. В матче за золото сборная Болгарии в упорной борьбе победила Новосибирск — 2:1 (25:20, 22:25, 15:13), но после игры её наставник Драган Иванов вместе со своими подопечными пришёл в раздевалку сибиряков и передал Кубок их капитану Константину Абаеву, отметив что болгарская команда была на год старше соперника, а лучшими в своём возрасте заслуженно стали ребята из Новосибирска.
В 2015 и 2016 годах к традиционным участникам «Локоволея» из Дальневосточного, Сибирского, Уральского и Приволжского федеральных округов на финальных этапах, которые проходили соответственно в Новосибирске и Москве, добавлялись юношеские сборные Сербии и Болгарии. Чемпионские титулы завоевала команда Новосибирска 1999—2000 г. р., в обоих финальных поединках бравшая верх над соперниками из Сербии.
Решающие матчи восьмого и девятого турниров прошли в Санкт-Петербурге и были приурочены ко Дню полного освобождения Ленинграда от фашистской блокады. По специальным приглашениям в соревнованиях выступали команды Санкт-Петербурга и юношеская сборная Финляндии. Победителями вновь становились новосибирцы. Всего за девять лет проведения турнира в нём приняли участие более 250 тысяч юных волейболистов из России и зарубежных стран.
Осенью 2019 года в Уфе, Анапе, Калининграде и Новосибирске стартовал первый розыгрыш турнира «Локоволей» среди девушек, организованного по инициативе калининградского «Локомотива» и ОАО «РЖД». В финальной стадии соревнования, прошедшей с 24 по 26 января в Калининграде, сыграли 8 команд, включая приглашённые сборные Белоруссии, Литвы и Польши, а победителями стали спортсменки из Челябинской области. В те же сроки во дворце спорта «Янтарный» состоялся финальный этап 10-го «Локоволея» для юношей, в главном матче которого новосибирская команда оказалась сильнее сверстников из Польши. 
Два следующих турнира из-за сложной эпидемиологической обстановки, связанной с распространением COVID-19, проводились без отборочных региональных этапов. Матчи проходили в одном городе (в мае 2021 — в Новосибирске, в январе 2022 — в Калининграде) с участием 12 команд девушек и 12 команд юношей из разных регионов России.
31 января 2025 года в рамках финального этапа 15-го турнира «Локоволей» состоялся матч звёзд в стенах железнодорожного вокзала Новосибирск-Главный. В игре приняли участие смешанные команды «Запад» и «Восток».

## Призёры

### Юноши
| Турнир                           | Место проведения финального этапа | 1-е место   | 2-е место       | 3-е место      | Лучший игрок турнира               |
| -------------------------------- | --------------------------------- | ----------- | --------------- | -------------- | ---------------------------------- |
| 2010 (игроки 1996—1997 г. р.)    | Новосибирск                       | Новосибирск | Новоалтайск     | Междуреченск   | Иван Крылов (Новосибирск)          |
| 2011 (игроки 1996—1997 г. р.)    | Новосибирск                       | Новосибирск | Зеленогорск     | Тальменка      | Андрей Сурмачевский (Новосибирск)  |
| 2012 (игроки 1997—1998 г. р.)    | Новосибирск                       | Новосибирск | Красноярск      | Китай          | Артём Борисенко (Новосибирск)      |
| 2013 (игроки 1998—1999 г. р.)    | Новосибирск                       | Новосибирск | Екатеринбург    | Красноярск     | Савелий Поздняков (Новосибирск)    |
| 2014/15 (игроки 1998—1999 г. р.) | Москва                            | Болгария    | Новосибирск     | Сербия         | Артём Борисенко (Новосибирск)      |
| 2015/16 (игроки 1999—2000 г. р.) | Новосибирск                       | Новосибирск | Сербия          | Зеленогорск    | Константин Абаев (Новосибирск)     |
| 2016/17 (игроки 1999—2000 г. р.) | Москва                            | Новосибирск | Сербия          | Уфа            | Владислав Спиридонов (Новосибирск) |
| 2017/18 (игроки 2001—2002 г. р.) | Санкт-Петербург                   | Новосибирск | Санкт-Петербург | Красноярск     | Илья Казаченков (Новосибирск)      |
| 2018/19 (игроки 2002—2003 г. р.) | Санкт-Петербург                   | Новосибирск | Нижний Новгород | Финляндия      | Роман Мурашко (Новосибирск)        |
| 2019/20 (игроки 2003—2004 г. р.) | Калининград                       | Новосибирск | Польша          | Белоруссия     | Кирилл Власов (Новосибирск)        |
| 2020/21 (игроки 2004—2005 г. р.) | Новосибирск                       | Новосибирск | Нижний Новгород | Новокуйбышевск | Василий Молотков (Новосибирск)     |
| 2021/22 (игроки 2005—2006 г. р.) | Калининград                       | Челябинск   | Кемерово        | Белгород       | Александр Ильченко (Челябинск)     |
| 2022/23 (игроки 2006—2007 г. р.) | Иркутск                           | Сербия      | Новосибирск     | Белгород       | Тимофей Граханцев (Новосибирск)    |
| 2023/24 (игроки 2007—2008 г. р.) | Владивосток                       | Новосибирск | Казань          | Китай          | Дмитрий Драгунов (Новосибирск)     |
| 2024/25 (игроки 2008—2009 г. р.) | Новосибирск                       | Казань      | Новосибирск     | Белгород       | Михаил Рыков (Казань)              |

### Девушки
| Турнир                           | Место проведения финального этапа | 1-е место               | 2-е место               | 3-е место               | Лучший игрок турнира                       |
| -------------------------------- | --------------------------------- | ----------------------- | ----------------------- | ----------------------- | ------------------------------------------ |
| 2019/20 (игроки 2003—2004 г. р.) | Калининград                       | Челябинская область     | Калининград             | Красноярский край       | Анна Багрянцева (Челябинская область)      |
| 2020/21 (игроки 2004—2005 г. р.) | Новосибирск                       | Калининградская область | Челябинск               | Хакасия                 | Екатерина Гатина (Калининградская область) |
| 2021/22 (игроки 2005—2006 г. р.) | Калининград                       | Калининградская область | Челябинская область     | Хакасия                 | Марина Аслямова (Калининградская область)  |
| 2022/23 (игроки 2006—2007 г. р.) | Иркутск                           | Калининградская область | Хакасия                 | Челябинская область     | Марина Аслямова (Калининградская область)  |
| 2023/24 (игроки 2007—2008 г. р.) | Владивосток                       | Китай                   | Калининградская область | Белоруссия              | Чжан Цзихуань (Китай)                      |
| 2024/25 (игроки 2008—2009 г. р.) | Новосибирск                       | Белоруссия              | Челябинская область     | Калининградская область | Аида Даутова (Белоруссия)                  |

## Система соревнования
Соревнования проводятся в 2 этапа: отборочные региональные матчи и финал. В каждом из региональных турниров может принимать участие до 15 команд, которые борются за одну путёвку в финал в круговых турнирах в подгруппах из 3—5 команд, а затем по системе плей-офф, начиная с полуфинала. К участию в финальном этапе помимо победителей региональных матчей могут быть допущены иностранные команды.
На всех этапах матчи продолжаются до победы в двух партиях (первые две разыгрываются до 25 очков, третья — до 15 очков).